# Liste der Gedenktafeln in Berlin-Neukölln
Die Liste der Gedenktafeln in Berlin-Neukölln enthält die Namen, Standorte und, soweit bekannt, das Datum der Enthüllung von Gedenktafeln.
Die Liste ist nicht vollständig.

## Neukölln
| Bild | Name                                                                          | Standort                 | Datum der Enthüllung |
| ---- | ----------------------------------------------------------------------------- | ------------------------ | -------------------- |
|      | Hermann Boddin                                                                | Karl-Marx-Straße 83      |                      |
|      | Günter Bodek                                                                  | Wildenbruchstraße 10     |                      |
|      | Böhmisch Rixdorf                                                              | Kirchgasse 4             |                      |
|      | Böhmisch Rixdorf                                                              | Richardstraße 80         |                      |
|      | Johann Amos Comenius                                                          | Kirchgasse 62            |                      |
|      | Fußballroute Berlin, Jahn Denkmal                                             | Hasenheide 104           |                      |
|      | Fußballroute Berlin, Jahn Denkmal                                             | Hasenheide 104           |                      |
|      | Fußballroute Berlin, SC Tasmania 1900 Berlin                                  | Oderstraße 182           |                      |
|      | Erich Galle                                                                   | Ilsestraße 16            |                      |
|      | Geschichte(n) im Quartier Richardplatz (Süd) – Bildungsgeschichte(n)          | Richardplatz 14          |                      |
|      | Geschichte(n) im Quartier Richardplatz (Süd) – Grundstücksgeschichte(n)       | Böhmische Straße 53      |                      |
|      | Geschichte(n) im Quartier Richardplatz (Süd) – Stadtentwicklungsgeschichte(n) | Richardplatz 28          |                      |
|      | Geschichte(n) im Quartier Richardplatz (Süd) – Versorgungsgeschichte(n)       | Kanner Straße 12         |                      |
|      | Geschichte(n) im Quartier Richardplatz (Süd) – Wohnungsbaugeschichte(n)       | Brusendorfer Straße 3    |                      |
|      | Geschichte(n) im Quartier Richardplatz (Süd) – Zwangsarbeitsgeschichte(n)     | Sonnenallee 187          |                      |
|      | Genezarethkirche                                                              | Herrfurthplatz           |                      |
|      | Ernst Moritz Geyger                                                           | Karl-Marx-Platz 16       |                      |
|      | Erich Grashoff                                                                | Fritz-Reuter-Allee 46    |                      |
|      | Grenzübergangsstelle Sonnenallee                                              | Sonnenallee 397          |                      |
|      | Gustav-Meyer-Preis 2008                                                       | Von-der-Schulenburg-Park |                      |
|      | Hasenheide                                                                    | Hasenheide 100           |                      |
|      | Kirsten Heisig                                                                | Kirsten-Heisig-Platz     |                      |
|      | Irmgard und Benno Heller                                                      | Sonnenallee 13           |                      |
|      | Ideal-Passage                                                                 | Fuldastraße 55           |                      |
|      | Ideal-Passage                                                                 | Fuldastraße 55           |                      |
|      | Ideal-Passage                                                                 | Fuldastraße 55           |                      |
|      | Ilsenhof                                                                      | Ilsenhof 1               |                      |
|      | Ilsenhof, Ansicht                                                             | Ilsenhof 1               |                      |
|      | Heinz Jercha                                                                  | Heidelberger Straße 35   |                      |
|      | Curt Kaiser                                                                   | Sonnenallee 124          |                      |
|      | Georg Kantorowsky                                                             | Isarstraße 8             |                      |
|      | Heinz Kapelle                                                                 | Weserstraße 168          |                      |
|      | Fritz Karsen                                                                  | Sonnenallee 79           |                      |
|      | Reinhold Kiehl                                                                | Karl-Marx-Straße 83      |                      |
|      | Laura Vargas Koch                                                             | Mariendorfer Weg 70      |                      |
|      | Körnerpark                                                                    | Körnerpark               |                      |
|      | Körnerpark                                                                    | Wittmannsdorfer Straße 6 |                      |
|      | Krankenhaus Neukölln                                                          | Mariendorfer Weg 28      |                      |
|      | Roland Krüger und Uwe Lieschied                                               | Karl-Marx-Straße 83      | 14. September 2021   |
|      | Franz Künstler                                                                | Elsenstraße 52           |                      |
|      | Franz Künstler                                                                | Weigandufer 16           |                      |
|      | Uwe Lieschied                                                                 | Fontanestraße 8          |                      |
|      | Lohmühlenplatz                                                                | Lohmühlenplatz           |                      |
|      | Kurt Löwenstein                                                               | Geygerstraße 3           |                      |
|      | Will Meisel                                                                   | Jonasstraße 22           |                      |
|      | Eduard Müller                                                                 | Eduard-Müller-Platz      |                      |
|      | Eduard Müller                                                                 | Kranoldstraße 22         |                      |
|      | Opfer der Kolonialherrschaft                                                  | Columbiadamm 122         |                      |
|      | Rathaus Neukölln                                                              | Karl-Marx-Straße 83      |                      |
|      | Fritz Reuter                                                                  | Reuterstraße 7           |                      |
|      | Rütli Schüler                                                                 | Rütlistraße 45           |                      |
|      | Alfred Scholz                                                                 | Alfred-Scholz-Platz      |                      |
|      | Karl Schröder                                                                 | Fuldastraße 37           |                      |
|      | Schul- und Anstaltshaus                                                       | Kirchgasse 5             |                      |
|      | Werner Seelenbinder                                                           | Thomasstraße 39          |                      |
|      | Werner Seelenbinder                                                           | Oderstraße 182           |                      |
|      | Werner Seelenbinder                                                           | Oderstraße 182           | Oktober 2024         |
|      | Jacky Spelter                                                                 | Sanderstraße 15          |                      |
|      | Margareta Spettmann                                                           | Ilsenhof 1               |                      |
|      | Bruno Taut                                                                    | Fritz-Reuter-Allee 46    |                      |
|      | Bruno Taut                                                                    | Weichselstraße 24        |                      |
|      | Türkischer Friedhof                                                           | Columbiadamm 128         |                      |
|      | Ferdinand Voigt                                                               | Hasenheide 100           |                      |
|      | Von-der-Schulenburg-Park                                                      | Von-der-Schulenburg-Park |                      |
|      | Martin Weise                                                                  | Jonasstraße 42           |                      |
|      | Zwangsarbeiterlager                                                           | Netzestraße 1            |                      |
|      | Zwangsarbeiterlager                                                           | Hermannstraße 84         |                      |
|      | Zwangsräume                                                                   | Briesestraße 75          |                      |